# Árni Frederiksberg
Árni Frederiksberg (Saltangará, 1992. június 13. –) feröeri válogatott labdarúgó, a feröeri KÍ Klaksvík játékosa.

## Pályafutása

### Klubcsapatokban
Karrierje nagy részét nevelőegyesületében, az NSÍ Runavík csapatában töltötte. 2018. november 1-én aláírt a B36 Tórshavn csapatához, és hamar a feröeri klub egyik húzóembere lett. 2021-ben a KÍ Klaksvík szerződtette, ahol szintén alapember lett, bajnokságot nyert a csapattal, ezt a bravúrt 2022-ben és 2023-ban is megismételte. 2023. július 19-én duplázott a Ferencváros elleni Bajnokok Ligája-selejtezőn, csapata pedig 3–0 arányban győzött az esélyesebbnek számító magyar bajnok otthonában. A mérkőzés után így nyilatkozott: „Azt, hogy mit értünk el, nem igazán lehet megfogalmazni. Hogy ilyen összesítéssel, ilyen körülmények között egy ilyen csapatot ejtettünk ki, az a legnagyszerűbb dolog, amit futballistaként átéltem.” 2023. augusztus 2-án két góllal és egy büntetőpárbajban értékesített tizenegyessel járult hozzá a svéd BK Häcken kiejtéséhez a második selejtezőkörben. A harmadik selejtezőkörben is két góllal járult hozzá csapata Molde elleni győzelméhez az odavágón, azonban ez nem volt elég a továbbjutáshoz, hiszen összesítésben alulmaradtak norvég ellenfelükkel szemben. A 2024–25-ös idényben is folytatta gólok termelését a BL-selejtezőben, az ő két góljával ütötték ki a luxemburgi bajnok Differdange csapatát. A Malmö FF elleni párharc során háromszor volt eredményes, csapata azonban alulmaradt svéd ellenfelével szemben.

### A válogatottban
Utánpótlás szinten képviselte hazáját az U19-es és az U21-es csapatban is. Felnőtt szinten 11 mérkőzésen kapott szerepet 2015 és 2019 között.

## Sikerei, díjai

### Klubcsapatokban
NSÍ Runavík
- Feröeri labdarúgókupa: 2017

 KÍ Klaksvík
- Feröeri bajnok: 2021, 2022, 2023
- Feröeri szuperkupa: 2022, 2023